# Vorfeldbus
Ein Vorfeldbus (auch Flughafenbus oder Flughafenvorfeldbus genannt) ist ein spezieller Omnibus, der auf Flughäfen auf dem Vorfeld verkehrt. Er dient dazu, Passagiere vom Empfangsgebäude zum Flugzeug und zurück zu befördern, wenn das Verkehrsflugzeug nicht mittels Fluggastbrücken direkt am Terminal andocken kann.

## Allgemeines
Teilweise wird auch die Beförderung von Passagieren zwischen mehreren Fluggastgebäuden durch Vorfeldbusse durchgeführt. Hierfür werden in der Regel gewöhnliche Stadtbusse, meist Gelenkbusse, verwendet. Um eine hohe Gesamtkapazität zu erreichen, werden möglichst wenig Sitzplätze eingebaut.
Es gibt jedoch auch spezielle Vorfeldbusse, die an die besonderen Anforderungen des Flughafenbetriebs angepasst sind und deshalb wirtschaftlicher und ökologischer operieren. Da sie das Privatgelände des Flughafens nicht verlassen, sind Vorfeldbusse oft breiter als die im Straßenverkehr zulässigen 2,55 Meter. Führende Hersteller ist das deutsche Unternehmen Contrac-Cobus (die Firma Viseon, ehemals Neoplan, existiert nicht mehr) sowie das spanische Unternehmen Acciona.
Am Washington Dulles International Airport und anderen Flughäfen werden sogenannte Mobile-Lounge-Busse eingesetzt, die zusätzlich die Beförderung der Passagiere vom Hauptterminal zum Satellitenterminal durchführen. Diese können direkt an die Flugzeuge andocken, so dass keine Fluggasttreppen nötig sind. Am Flughafen Paris-Charles de Gaulle werden ähnliche Busse eingesetzt.
Es gibt des Weiteren Zweirichtungs-Vorfeldbusse, etwa auf den Flughäfen Wien, Hongkong und Abu Dhabi. Sie können in beide Richtungen fahren und sind daher auch mit zwei Führerständen ausgestattet. Diese Lösung spart Zeit und Platz für Wendemanöver. Ein weiteres typisches Merkmal: Häufig verfügen Vorfeldbusse über beidseitige Türen und/oder Hecktüren; dies erlaubt eine größere Flexibilität beim Anfahren der Terminals beziehungsweise der Flugzeuge.
Auf dem Flughafen Zürich werden mit einem ehemaligen Vorfeldbus touristische Rundfahrten durchgeführt.

## Elektrische Vorfeldbusse

### Flughafen Amsterdam Schiphol
Gegen vier Konkurrenten gewann der chinesische Autobauer BYD Auto 2013 eine Ausschreibung des Flughafens Schiphol über die Lieferung von 35 Elektrobussen und der zugehörigen Ladestationen. Die ersten Fahrzeuge wurden im Herbst 2014 ausgeliefert, die Lieferung wurde im Sommer 2015 abgeschlossen. Schiphol ist damit weltweit der erste Flughafen, der den Personentransport auf dem Vorfeld vollständig mit Elektrobussen abwickelt.

### Flughafen Stuttgart
Nachdem bereits seit längerer Zeit ein batteriebetriebener Vorfeldbus auf dem Flughafen Stuttgart in Betrieb ist, wurden Ende 2014 sechs weitere Batteriebusse des Typs E.COBUS 3000 des Herstellers COBUS Industries bestellt. Das erste Fahrzeug wurde im Oktober 2015 übergeben.

## Galerie

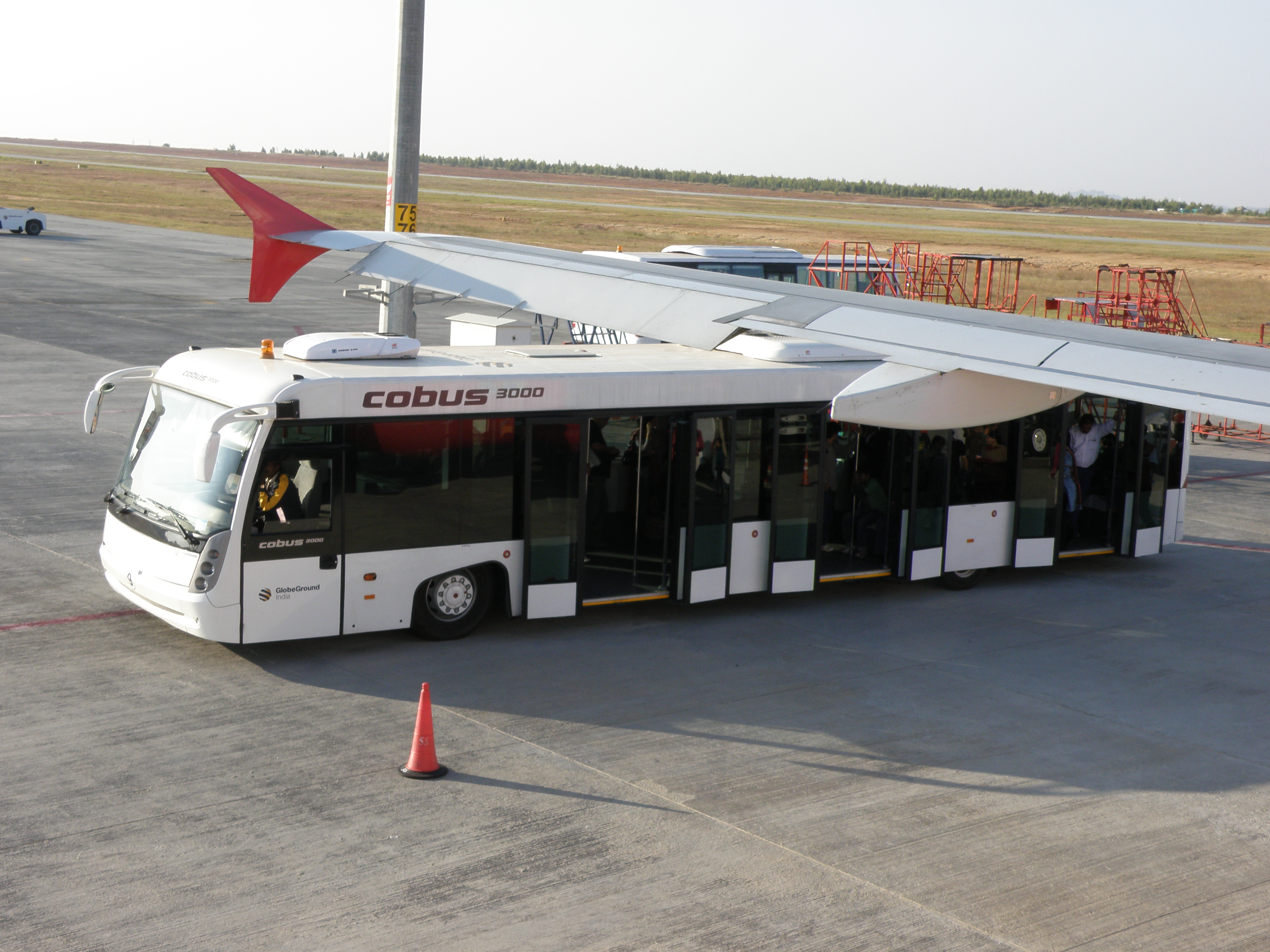
Überbreiter Vorfeldbus von Contrac-Cobus
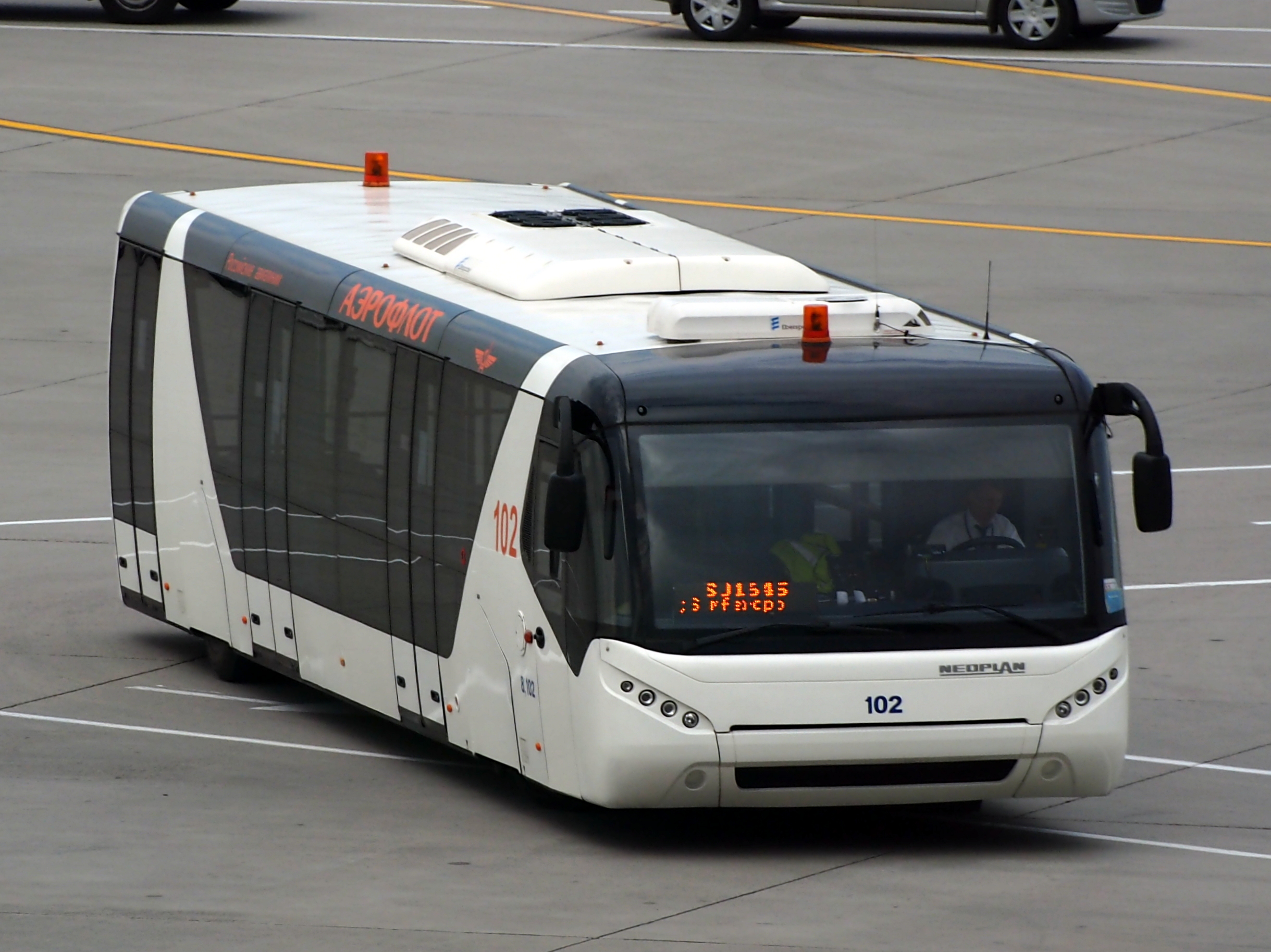
Überbreiter Vorfeldbus von Neoplan
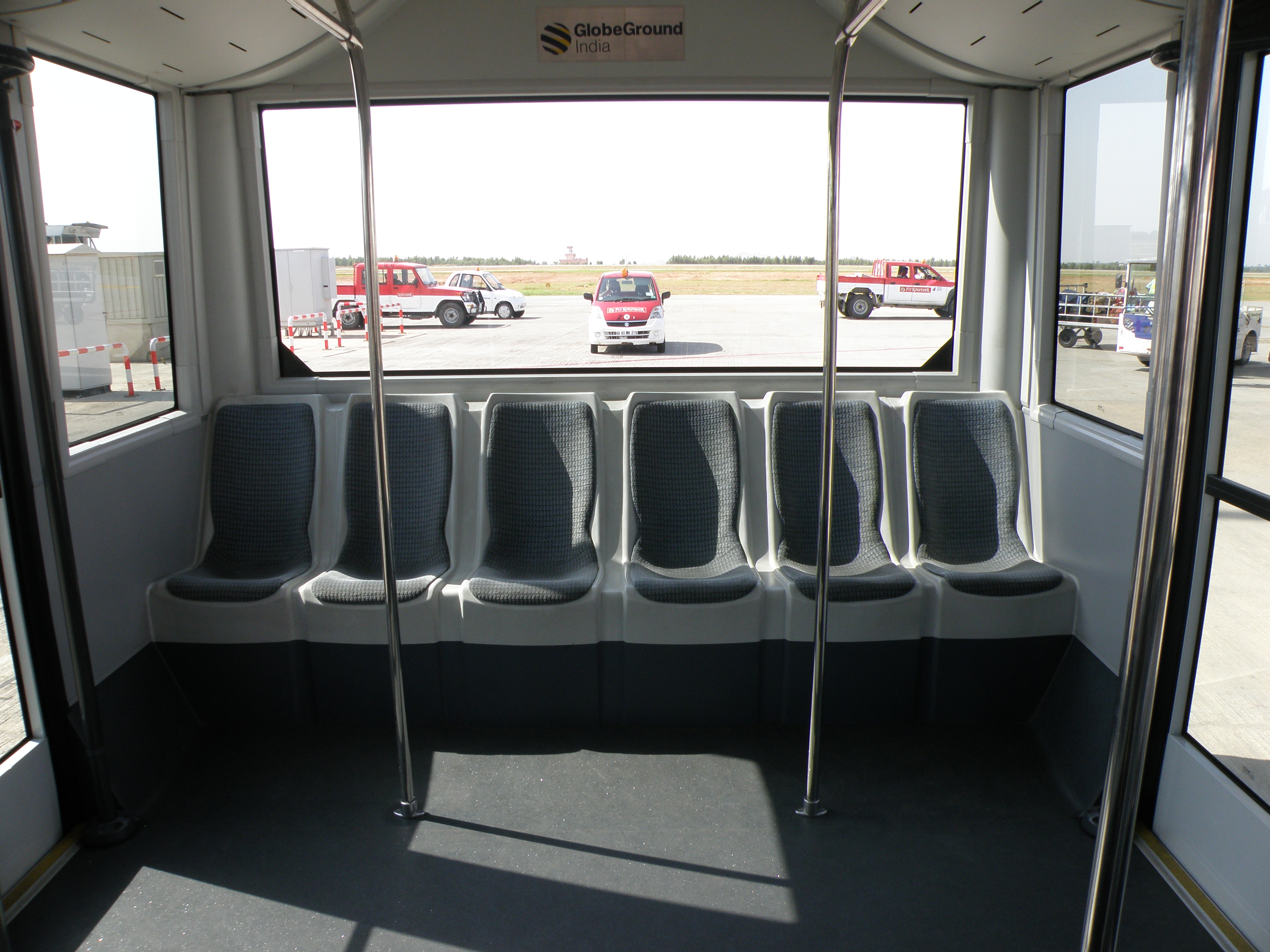
Typischer Innenraum mit hohem Stehplatzanteil
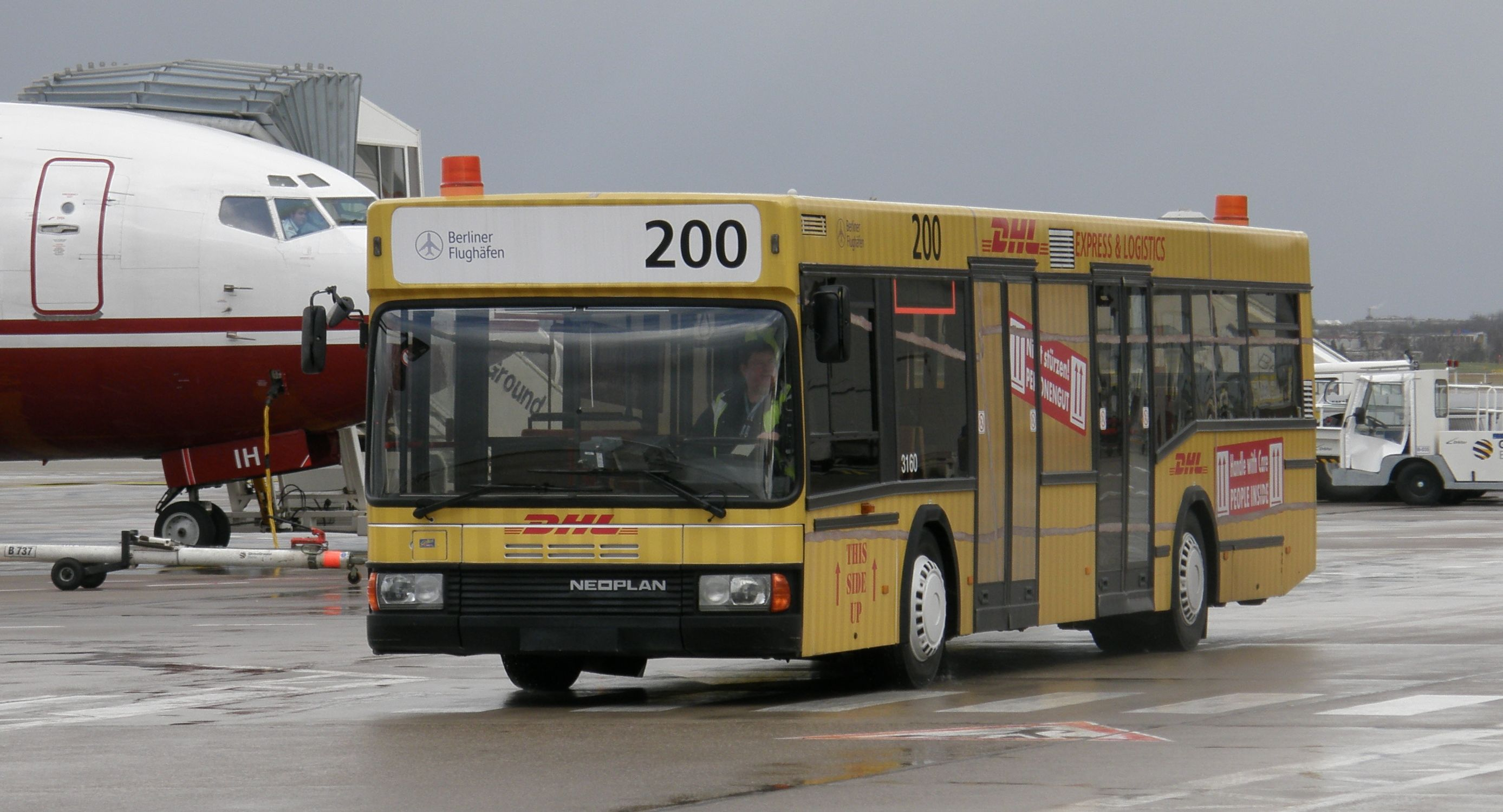
Vorfeldbus auf dem Flughafen Berlin-Tegel
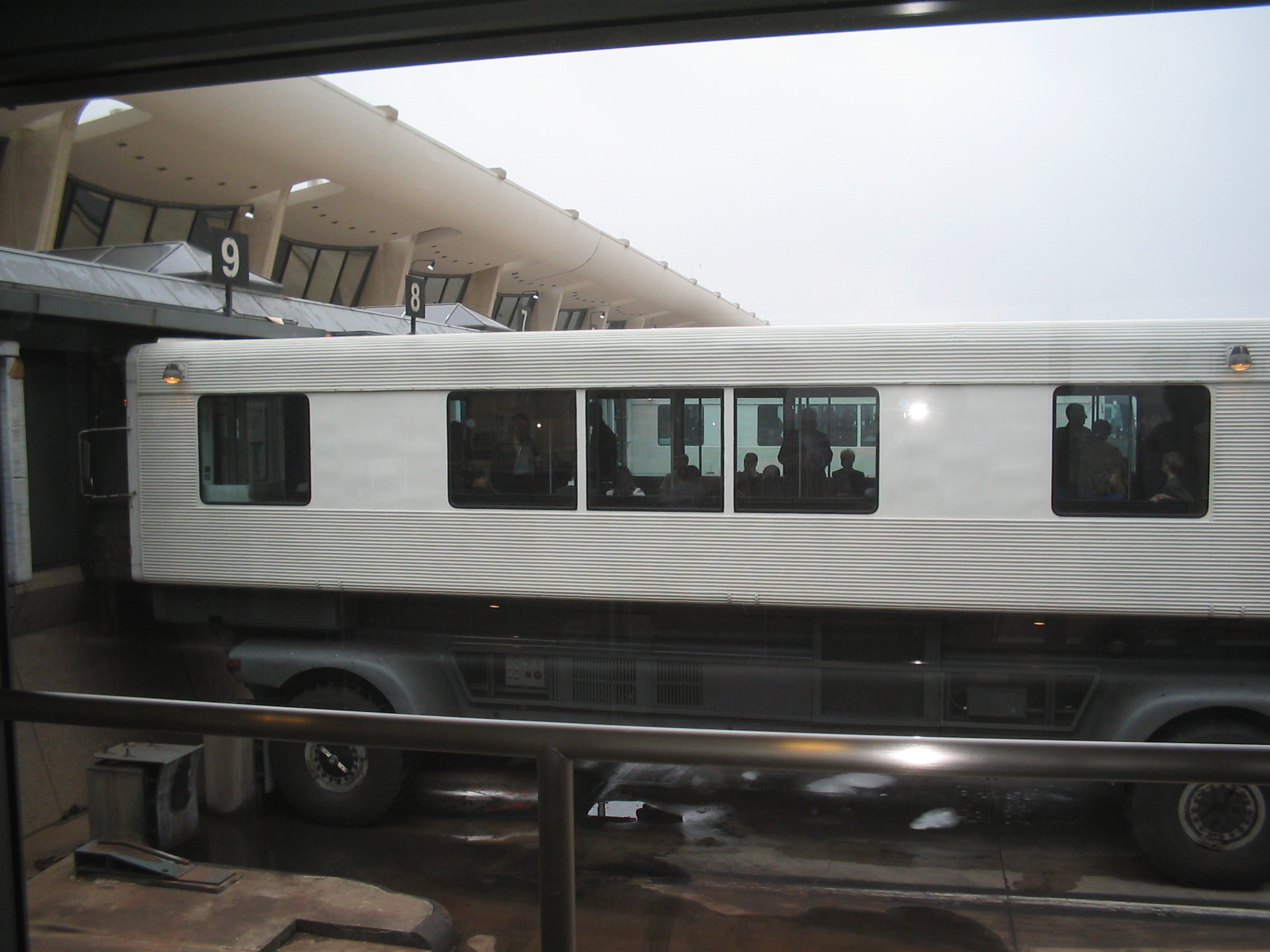
Lounge-Bus in Washington
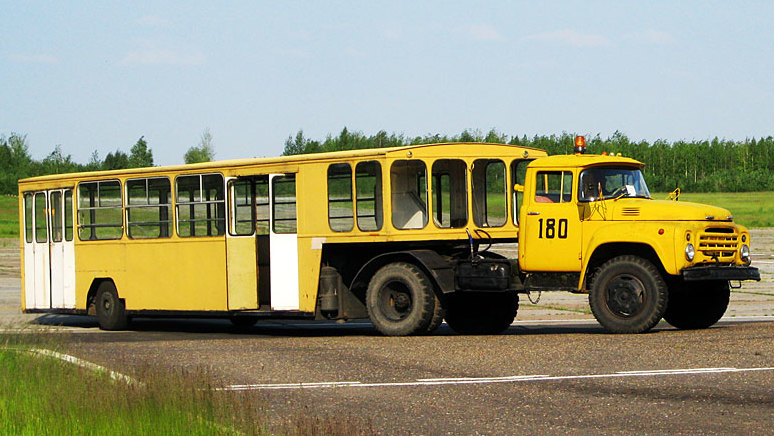
Sattelzugomnibus „APPA-4“ auf dem Flughafen Streschewoi in Russland